# رکعت

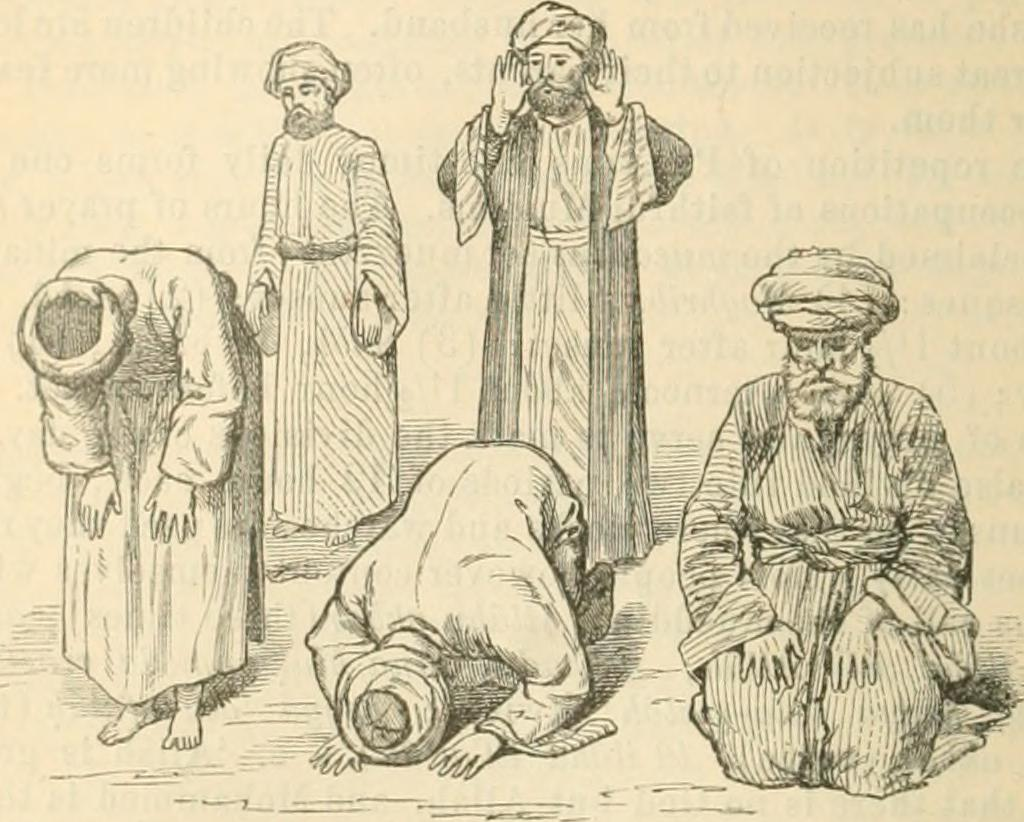
تصویر حرکات مختلف یک رکعت نماز را نشان می دهد.

در احکام اسلامی به هر یک از بخش‌های نماز یک رَکعَت گویند. هر رکعت نماز دارای یک قیام یک رکوع و دو سجده است.

## اجزا
هر رکعت نماز دارای یک قیام یک رکوع و دو سجده است. انجام هر رکعت نماز معمولاً یک یا دو دقیقه طول می‌کشد.

## تعداد در هر نماز

### نماز های روزانه
نمازهای روزانه مجموعا ۱۷ رکعت است. نماز صبح ۲ رکعت، نماز ظهر ۴ رکعت، نماز عصر ۴ رکعت، نماز مغرب ۳ رکعت و نماز عشا ۴ رکعت است. نمازهای ۴ رکعتی در مسافرت ۲ رکعتی می‌شوند.

### نمازهای دیگر
به غیر از نماز های روزانه بقیه نماز ها دو رکعت یا کمتر از دو رکعت هستند.